# 올리버 허드슨
올리버 허드슨(Oliver Hudson, 1976년 9월 7일 ~ )은 미국의 배우이다.

## 출연 작품
- 크리스마스 연대기 (2018)
- 워크 오브 셰임 (2014)
- 캐롤라이나 문 (2007)
- 블랙 크리스마스 (2006)
- 브리드 (2006)
- 대지진 10.5 2 (2006)
- 뉴 베스트 프렌드 (2002, New Best Friend)
- 로켓의 붊은 섬광 (2000)
- 스모커스 (2000)
- 도시 탈출 (1999)

### 텔레비전
- 도슨의 청춘일기 (2002-03)
- 더 레이트 레이트 쇼 위드 크레이그 킬본 (2002-04, The Late Late Show with Craig Kilborn)
- Last Call with Carson Daly (2007)
- 더 레이트 레이트 쇼 위드 크레이그 퍼거슨 (2007-08)
- 커플수칙 (2007-13)
- 스크림 퀸즈 (2015-16)